# Щимле (община)
Община Щимле или Щиме (на албански: Komuna e Shtimës; на сръбски: Општина Штимље или Opština Štimlje) се намира във Феризовски окръг, Южно Косово. Има площ от 135 км² и население 27 031 души, по приблизителна оценка за 2019 г. Административен център на общината е град Щимле.